# Orden de Suvórov
La Orden de Suvórov (ruso: Орден Суворова) es una distinción rusa, y en otro tiempo soviética, denominada en honor de Aleksandr Suvórov.
Fue establecida el 29 de julio de 1942 durante la Gran Guerra Patria por el Presídium del Sóviet Supremo de la URSS. La Orden fue creada para galardonar al personal del Ejército Rojo por disciplina excepcional durante operaciones de combate. La Orden de Suvórov fue dividida en tres clases diferentes: 1.ª Clase, 2ª Clase y 3ª Clase. El mariscal de la Unión Soviética Gueorgui Zhúkov fue el primer condecorado con la Orden de Suvórov de 1.ª Clase el 28 de enero de 1943. 
La Orden de 1.ª Clase es otorgada a los comandantes militares por una dirección excepcional durante operaciones de combate. Consiste de una estrella de platino de 55 mm con un medallón de platino de 30 mm en el centro con el busto de Suvórov en plata sobre una corona de hojas de otro rodeada por la inscripción Aleksandr Suvórov en letras de oro cirílicas. En la parte superior de la estrella de platino se coloca una estrella roja. 
La Orden de 2ª Clase es otorgada a comandantes de cuerpo, división y brigada por una victoria decisiva sobre un enemigo superior numéricamente. 
La Orden de 3ª Clase es otorgada a comandantes de regimiento, su jefe de Estado Mayor, y a comandantes de batallón y compañía por liderazgo excepcional dirigiendo hacia una victoria en una batalla. 
Tras la caída de la URSS, la Federación Rusa mantuvo la condecoración. 

## Insignias y cintas
| 1ª Clase | 2ª Clase | 3ª Clase |
| -------- | -------- | -------- |
|          |          |          |
| Cintas   |          |          |
|          |          |          |

- Указ Президиума Верховного Совета СССР «Об учреждении военных орденов: Ордена Суворова, первой, второй и третьей степени, Ордена Кутузова, первой и второй степени и Ордена Александра Невского» от 20 июля 1942 года // Ведомости Верховного Совета Союза Советских Социалистических Республик : газета. — 1942. — 5 августа (N.º 30 (189)). — С. 1.